# Saint Margaret's Chapel
St. Margaret's Chapel è il più antico edificio che è sopravvissuto della iniziale struttura del castello di Edimburgo.

## Storia

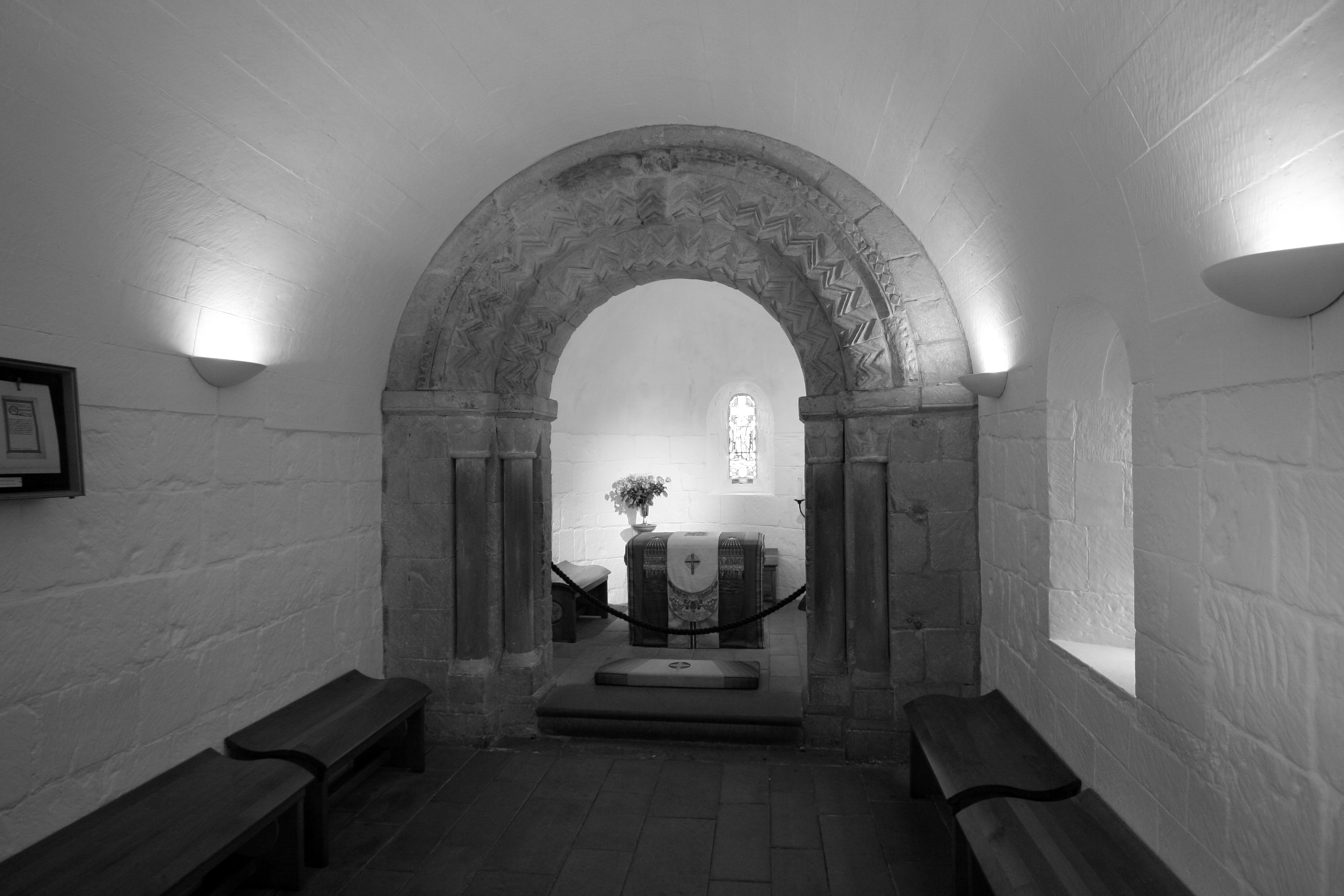
Interno della St Margaret's Chapel

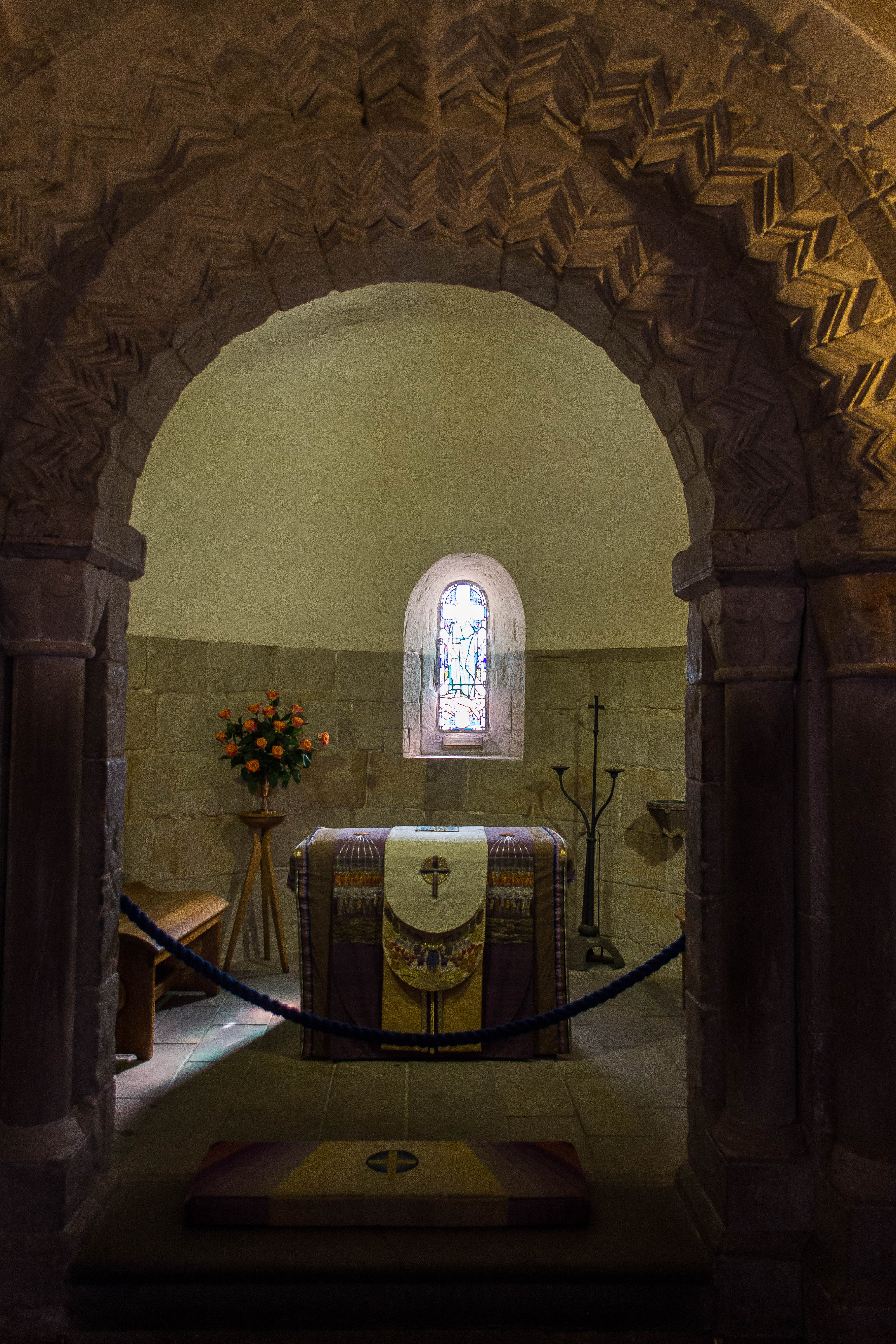
Altare

Essa è un bell'esempio di architettura normanna è il più antico edificio attualmente presente nella città di Edimburgo in Scozia. La leggenda dice che santa Margherita di Scozia pregava in questa cappella ma recenti ricerche indicano che la cappella venne edificata su disposizione del quarto figlio di santa Margherita, poi divenuto Davide I di Scozia nel 1124. L'edificio è stato restaurato e l'interno è stato riportato alle condizioni in cui doveva essere al tempo della costruzione.
L'edificio, piccolo e di forma irregolare, è molto simile alle antiche cappelle scozzesi, irlandesi e celtiche. La struttura rettangolare, larga soltanto tre metri, ha una porta d'ingresso ad un solo battente posta all'inizio della navata che è lunga soltanto 4,87 metri. Essa termina con un coro e presbiterio sormontato da un arco semicircolare tipicamente normanno del diametro di 1.52 metri decorato con modanature a zig-zag poggiato su colonne absidali per un totale di 3 metri. Il muro di nord è stato rinnovato, ed i tre muri esterni che sopravvivono sono spessi 61 centimetri come il muro del coro e del presbiterio. Cinque piccole finestre rotonde e l'arco sopra la porta di ingresso confermano l'appartenenza alla tipica architettura normanna.
La notte del 14 marzo 1314 il castello venne espugnato da Thomas Randolph, I conte di Moray, che secondo le istruzioni ricevute da Roberto I di Scozia, distrusse tutti gli edifici del castello ad eccezione della piccola cappella. Sul suo letto di morte, nel 1329, Roberto parlò della storia della regina Margherita e diede disposizione di restaurare la cappella con quaranta sterline scozzesi stanziate appositamente per questo scopo. Per molti anni l'edificio fu conosciuto come la Royal Chapel in the Castle. Nella cappella si svolgono ancora oggi delle funzioni religiose, specie battesimi e matrimoni, anche se oggi il castello dispone di una più moderna cappella. Del resto essa non può contenere più di una ventina di persone compresi gli officianti.
La cappella cadde in disuso durante la riforma protestante, e venne usata come polveriera dal XVI secolo fino al 1845.
In quell'anno Sir Daniel Wilson rese pubblico l'edificio e la restaurazione, promossa dalla regina Vittoria I d'Inghilterra, ebbe termine nel 1853. Nel 1929 ebbero luogo ulteriori lavori di ristrutturazione per riportare la cappella in condizioni di agibilità e la stessa venne inaugurata e riconsacrata il 16 marzo 1934.
Nel 1993, in commemorazione del 900º anniversario della morte di santa Margherita, la cappella venne restaurata ed addobbata con un nuovo altare dei banchi di legno, vasi per i fiori e un supporto per un fac simile del libro delle preghiere di santa Margherita. Al giorno d'oggi la cappella è tenuta sempre con dei fiori freschi che accolgono i visitatori che numerosi visitano l'edificio religioso.